# Transgender Erotica Awards
Les Transgender Erotica Awards, appelés auparavant The Tranny Awards, sont un ensemble de récompenses de cinémas présentées annuellement aux États-Unis en reconnaissant les performances et performeurs dans le champ de la pornographie transgenre, en mettant l'accent sur la photographie érotique et les films pornographiques. 
Organisée par la compagnie de production de l'industrie adulte Grooby Productions, les prix ont débuté en 2008. Les Tranny Awards ont été créés afin de reconnaître et récompenser les réalisations du champ transgenre de l'industrie adulte.
Les nominations sont soumises par l'industrie et les fans de l'industrie transgenre adulte ; les gagnants sont élus par un jury composé de représentants de fans, producteurs, artistes et critiques professionnels. Chaque année, il y a un jury différent.

## Histoire
En 2008, Grooby Productions a sponsorisé les Tranny Awards pour corriger « le manque de reconnaissance auquel l'industrie érotique transgenre est soumise. » Une certaine confusion comique a surgi lorsque la California Transportation Foundation (entreprise de transports en Californie) à but non lucratif, a également décidé d'appeler sa 20e cérémonie annuelle de récompenses, afin de célébrer la « réalisation du transport », les TRANNY Awards. Le jury de la première année des Tranny Awards a inclus les icônes transgenres de films pour adultes Meghan Chevalier, Bob Maverick, et Steven Grooby.
Depuis 2009, les Transgender Erotica Awards sont des événements retranscrits en direct. Hébergé à North Hollywood, la deuxième cérémonie annuelle des Tranny Awards s'est tenue en février 2010. Les juges ont compris les gagnants transgenres des AVN award, la productrice/mannequin Wendy Williams, la productrice Black Tgirls Kila Kali, et la blogueuse transgenre influente Caramel.
Les Tranny Awards de 2010 se sont tenus à North Hollywood en février 2011, hébergé par le modèle transgenre Michelle Austin. Les gagnants inclus Bailey Jay, Angelina Valentine, et Joanna Jet. Les sponsors pour la troisième édition des Tranny Awards incluaient Shemale Strokers, SMC, et Tranny News Daily.
Les Tranny Awards de 2011 ont été présentés par RuPaul's Drag Race concurrent de Nicole Paige Brooks à Joseph's Cafe à Hollywood le 19 février 2012. La quatrième édition annuelle des Tranny Awards a vu une forte augmentation du nombre de sponsors, de 8 sponsors à 19 sponsors totaux. Les sponsors notables incluent CAM4, Eros, AEBN, Kink.com, et Third World Media. Le jury est composé des gagnants transgenres performeurs des XBIZ Award Jesse Flores, StrokingQueens webmaster Housekeeper, et XCritic's main reviewer Apache Warrior.
Les prix de 2012 se sont tenus à Beyond the Stars Palace à Glendale et ont été présentés à la télévision par la célébrité drag Jujubee, avec plus de 200 participants. La cinquième édition annuelle des Tranny Awards a ajouté quelques catégories de récompenses, inotamment le Meilleur performeur FTM (gagné par Buck Angel), la Meilleure réalisation de scène, et la Meilleure personnalité internet. Les nouveaux sponsors notables comprennent iFriends, Bob’s TGirls, Transformation Magazine, et The UP Network. Le jury inclut le performeur FTM James Darling, l'icône transgenre de film pour adulte Joanna Jet, et l'écrivain de AVN Darklady.
En 2013, les prix ont une fois encore été présentés par Jujubee à Beyond the Stars Palace le 16 février 2014, avec l'after party de soirée qui le suivait à The Dragonfly à Hollywood. Les nouveaux sponsors incluaient XXX, Trans500, The Stockroom, Shemale.com, et Fame Dollars. Le jury comprenaient le gagnant des AVN award Christian, Frank de Franks-Tgirlworld, et Centurian owner Hanna Rodgers.
Avec l'annoncement de la septième édition annuelle des récompenses, Grooby a renommé l'organisation Tranny Awards en Transgender Erotica Awards. Malgré l'usage répandu du terme « shemale » et « tranny » dans la pornographie moderne, les réponses à cet effort de renommer l'évènement ont été « largement positives ».

## Catégories des prix
Afin de pouvoir être nommé pour une année donnée, un titre doit avoir été publié entre le 31 octobre et 1er novembre de l'année précédente.

## Gagnants du prix Transgender Erotica

### Gagnants 2008–2012
|                                       | 2008                             | 2009                                  | 2010                                | 2011                                                | 2012                                   |
| Meilleur nouveau visage               | Hazel Tucker                     | Amy Daly                              | Domino Presley                      | Eva Lin                                             | Jane Marie                             |
| Meilleur mannequin solo               | Natassia Dreams                  | Hazel Tucker                          | Bailey Jay                          | Sarina Valentina                                    | Sarina Valentina                       |
| Meilleur mannequin hardcore           | -                                | -                                     | Celeste                             | Eva Lin                                             | TS Foxxy                               |
| Meilleur performeur FTM               | -                                | -                                     | -                                   | -                                                   | Buck Angel                             |
| Meilleur performeur Non-TS            | Christian XXX                    | Billy Long                            | Angelina Valentine                  | Christian XXX                                       | Wolf Hudson                            |
| Meilleur performeur Foreign           | Bianca Frieres, Areeya           | -                                     | -                                   | -                                                   | Rui Matsushita                         |
| Meilleur mannequin alternatif         | -                                | -                                     | -                                   | Mandy Mitchell                                      | Danni Daniels                          |
| Meilleur réalisateur DVD              | -                                | Joey Silvera                          | Buddy Wood                          | Joey Silvera                                        | Joey Silvera                           |
| Meilleur DVD                          | Buddy Wood’s Shemale Superstars  | Hazel Does Hollywood                  | Morgan Bailey’s Bad Day             | Rogue Adventures #37                                | Forbidden Lovers                       |
| Meilleure scène                       | -                                | -                                     | -                                   | Eva Lin, Honey Foxx, Sebastian Keys – TS Domination | Wendy Summers, Sadie Hawkins – Managed |
| Mannequin Black TGirls de l'année     | Katie Coxx                       | Natalia Coxx                          | Sheeba Starr                        | Nody Nadia                                          | Chanel Couture                         |
| Mannequin Shemale Yum de l'année      | Chrissy                          | Morgan Bailey                         | Domino Presley                      | Domino Presley                                      | Jane Marie                             |
| Mannequin Shemale Strokers de l'année | -                                | -                                     | Britney Markham                     | Delia TS                                            | Tyra Scott                             |
| Mannequin Bob’s TGirls de l'année     | -                                | -                                     | -                                   | -                                                   | Adriana Lynn Rush                      |
| Prix des fans                         | -                                | -                                     | -                                   | -                                                   | Jane Marie                             |
| Meilleur photographe                  | -                                | -                                     | -                                   | Nick Milo                                           | -                                      |
| Meilleure scène réalisée              | -                                | -                                     | -                                   | -                                                   | Sammy Mancini                          |
| Meilleure personnalité Internet       | -                                | -                                     | -                                   | -                                                   | Wendy Summers                          |
| Meilleur website solo                 | Latina Tranny – latinatranny.com | Wendy Williams – wendywilliamsxxx.com | Mandy Mitchell – mandy-mitchell.com | Mandy Mitchell – mandy-mitchell.com                 | Jesse Flores – ts-jesse.com            |
| Prix de la réussite de vie            | Meghan Chavalier                 | Olivia Love                           | Joanna Jet, Tony Vee                | Vaniity, Joey Silvera                               | Gia Darling, Sammy Mancini             |
| Meilleur performeur DVD               | Vicki Richter                    | Hazel Tucker                          | Jessica Foxx                        | -                                                   | -                                      |

### Gagnants 2013–2017
|                                       | 2013                                | 2014                                           | 2015 | 2016 | 2017 |
| Meilleur nouveau visage               | Kim Bella                           | Kelly Klaymour                                 | -    | -    | -    |
| Meilleur mannequin solo               | Sarina Valentina                    | Penny Tyler                                    | -    | -    | -    |
| Meilleur mannequin hardcore           | Venus Lux                           | Jessy Dubai                                    | -    | -    | -    |
| Meilleur performeur FTM               | James Darling                       | James Darling                                  | -    | -    | -    |
| Meilleur performeur Non-TS            | Christian XXX                       | Robert Axel                                    | -    | -    | -    |
| Meilleur perofrmeur foreign           | Bruna Castro                        | Miran                                          | -    | -    | -    |
| Meilleur mannequin alternatif         | Chelsea Marie                       | Nina Lawless                                   | -    | -    | -    |
| Meilleur réalisateur                  | Joey Silvera                        | Buddy Wood                                     | -    | -    | -    |
| Meilleur DVD                          | The Tranny Chaser                   | Shemale Secret Service                         | -    | -    | -    |
| Meilleures scènes                     | Venus Lux, Foxxy – Asian Nail Salon | Radius Dark – All TGirls Foursome              | -    | -    | -    |
| Mannequin Black TGirls de l'année     | Kandii Redd                         | Kayla Biggs                                    | -    | -    | -    |
| Mannequin Shemale Yum de l'année      | Sienna Grace                        | Kylie Maria                                    | -    | -    | -    |
| Mannequin Shemale Strokers de l'année | Gina Hart, Penny Tyler              | Kelly Klaymour                                 | -    | -    | -    |
| Mannequin Bob’s TGirls de l'année     | Eva Cassini                         | Jessy Dubai                                    | -    | -    | -    |
| Prix des fans                         | Khloe Hart                          | Aubrey Kate                                    | -    | -    | -    |
| Meilleur photographe                  | Blackula                            | Radius Dark                                    | -    | -    | -    |
| Meilleur réalisateur de scènes        | Buddy Wood                          | Blackula                                       | -    | -    | -    |
| Meilleure personnalité Internet       | Wendy Summers                       | Bailey Jay                                     | -    | -    | -    |
| Meilleur website solo                 | Venus Lux – venus-lux.com           | Jamie French – tsjamiefrench.com               | -    | -    | -    |
| Prix de la réussite de vie            | Danny Evangelista, Bob Maverick     | Foxxy, Ed Hunter                               | -    | -    | -    |
| Meilleure scène FTM                   | -                                   | Chance Armstrong, Delia Delions – The Handyman | -    | -    | -    |
| Prix Transcendence                    | -                                   | Tori Mayes                                     | -    | -    | -    |
| Prix Diva voluptueuse                 | Michelle Austin                     | -                                              | -    | -    | -    |